# Rotbauchara
Der Rotbauchara (Orthopsittaca manilatus) ist eine Vogelart aus der Familie der eigentlichen Papageien (Psittacidae), die in Südamerika beheimatet ist.

## Beschreibung
Der Rotbauchara wird bis zu 48 cm groß. Sein Grundgefieder ist grün, sein Unterbauch rotbraun, seine Iris dunkelbraun und seine Füße sind grau. Die Lebensdauer beträgt ca. 50 Jahre. Äußerlich gibt es keine Geschlechtsunterschiede.

## Lebensraum
Die Art kommt in Südost-Venezuela, West-Kolumbien, Ost-Peru, Nord-Bolivien, Trinidad, Guyana, Französisch-Guayana, Surinam und Brasilien vor. Sie ist meist in der Nähe von Sumpfgebieten oder Flussläufen anzutreffen.

## Lebensweise
Der Ara lebt in Palmen. Außerhalb der Brutzeit sind diese Vögel in kleinen Gruppen bis zu großen Schwärmen mit hundert Individuen anzutreffen. Sie ernähren sich fast ausschließlich von den Früchten der Buriti-Palme. Eine Haltung und Nachzucht ist deswegen sehr schwer.

## Brutzeit
Die Brutzeit des Rotbaucharas beginnt in Venezuela im Mai, in Guyana im Februar und in Brasilien im September. In dieser Zeit trennen sich die einzelnen Paare vom Schwarm und nisten in abgestorbenen Palmen. Rotbaucharas legen 2 bis 3 Eier.

## Status
Der Status dieser Ara-art wird als „häufig“ eingeschätzt, es sind vermutlich jedoch bereits Bestandsrückgänge zu verzeichnen.